# Broken China
Broken China ist ein Progressive-Rock-Solo-Album des Pink-Floyd-Keyboarders Richard Wright aus dem Jahr 1996.

## Überblick
Das Album ist ein vierteiliges Konzeptalbum, das den Kampf mit Depressionen von Wrights damaliger Frau Mildred beschreibt. Die beiden Stücke Reaching for the Rail und Breakthrough werden von Sinéad O’Connor gesungen. Die Platte wurde in Wrights eigenem Studio in Frankreich aufgenommen (Studio Harmonie). Abgemischt wurde die Platte auf der Astoria im Q-Sound Raumklang-Verfahren durch James Guthrie. Broken China war Wrights zweites Solo-Album nach Wet Dream aus dem Jahr 1978 und das letzte, das vor seinem Tod im September 2008 veröffentlicht wurde.
Wright bat Pink Floyds Gitarristen David Gilmour um dessen Mitarbeit am Album. Gilmour steuerte zu einem Stück die Gitarren-Parts hinzu. Jedoch wurde das Stück so abgewandelt, dass Gilmours Teil nicht mehr in dem letztendlich veröffentlichten Stück zu hören ist.
Auf der DVD David Gilmour in Concert tritt Wright als Gastmusiker auf und singt dort von David Gilmour und seiner Band begleitet Breakthrough.
Die Hülle des Albums wurde von Pink Floyds Designer Storm Thorgerson und Peter Curzon entworfen.

## Stücke
1. Breaking Water (Wright/Anthony Moore) – 2:28
2. Night of a Thousand Furry Toys (Wright/Moore) – 4:22
3. Hidden Fear (Wright/Gerry Gordon) – 3:28
4. Runaway (Moore) – 4:00
5. Unfair Ground (Wright) – 2:21
6. Satellite (Wright) – 4:06
7. Woman of Custom (Moore) – 3:44
8. Interlude (Wright) – 1:16
9. Black Cloud (Wright) – 3:19
10. Far from the Harbour Wall (Wright/Moore) – 6:19
11. Drowning (Wright) – 1:38
12. Reaching for the Rail (Wright/Moore) – 6:30
13. Blue Room in Venice (Wright/Gordon) – 2:47
14. Sweet July (Wright) – 4:13
15. Along the Shoreline (Wright/Moore) – 4:36
16. Breakthrough (Wright/Moore) – 4:19

## Musiker
- Richard Wright – Keyboard, Gesang
- Anthony Moore – Programmierung
- Sinéad O’Connor – Gesang
- Tim Renwick – Gitarre
- Dominic Miller – Gitarre
- Steven Bolton – Gitarre
- Pino Palladino – Bass
- Manu Katché – Schlagzeug, Percussion
- Sian Bell – Cello
- Kate St. John – Oboe
- Maz Palladino – Gesang